# Francesco Santori
Francesco Antonio Santori, znany też jako Anton Santori OFM (ur. 16 września 1819 w Santa Caterina Albanese, zm. 7 września 1894 w San Giacomo di Cerzeto) – włoski pisarz, poeta i duchowny katolicki, pochodzenia arboreskiego.

## Życiorys
Pochodził z prowincji Cosenza. Od roku 1835 uczył się w seminarium duchownym, a w 1842 wstąpił do zakonu franciszkanów, gdzie przyjął imię Antonio i pełnił posługę w klasztorze w San Marco Argentano. W 1855 próbował założyć klasztor w miejscowości Lattarico, ale po niepowodzeniu tego przedsięwzięcia porzucił zakon. Przeniósł się do Santa Caterina Albanese, gdzie pracował jako nauczyciel, a także jako sprzedawca wykonywanych przez siebie przędzarek. W 1885 objął posadę proboszcza w San Giacomo di Cerzeto, gdzie spędził ostatnie lata życia.

## Twórczość
Pierwszy utwór poetycki - poemat liryczny opowiadający o pięknie natury Canzoniere albanese (Śpiewnik albański) Santori napisał w wieku 20 lat. Santori pisał utwory poetyckie, opowiadania, sztuki teatralne. Był autorem gramatyki języka albańskiego, napisanej wierszem. Pracując w klasztorze pisał głównie dzieła o tematyce religijnej, ale także utwory polityczne. W 1848 ukazał się w Neapolu dwujęzyczny poemat Santoriego Il prigionero politico (Więzień polityczny), nawiązujący do wydarzeń Wiosny Ludów we Włoszech. W 1887 ukazało się najbardziej znane dzieło Santoriego - dramat teatralny Emira, w języku albańskim (prawdopodobnie pierwszy tego rodzaju utwór napisany po albańsku). Tłumaczył na język albański bajki Ezopa. Edycję całości zachowanych dzieł Santoriego przygotował lingwista Francesco Altimari z Uniwersytetu Kalabrii w 200 rocznicę urodzin Santoriego.

### Dzieła wydane drukiem
- 1982: Un Saggio inedito di F. A. Santori sulla lingua albanese e i suoi Alfabet, wyd. Cosenza (opr. Francesco Altimari)
- 1985: Tre novelle, wyd. Cosenza
- 1993: Vepra, wyd. Prisztina (opr. Fahredin Gunga)
- 1997: Emira, wyd. Skopje (opr. Rakip Shabani)